# Albert Thiery
Albert Thiery, parfois orthographié Thiéry, est un homme politique français né le 11 juillet 1868 à Metz (Moselle) et décédé le 5 janvier 1958 à Saint-Mihiel (Meuse).

## Biographie
Médecin à Saint-Mihiel à partir de 1892, il est conseiller municipal et adjoint au maire de Saint-Mihiel en 1900, maire de 1914 à 1920 et de 1937 à 1944, conseiller général du canton de Vigneulles-lès-Hattonchâtel de 1913 à 1919 puis de Saint-Mihiel en 1934 et député de la Meuse de 1913 à 1919, inscrit au groupe de la Gauche démocratique puis dans le groupe des républicains de gauche. Durant la Grande Guerre, il sert comme ambulancier et il est décoré de la Croix de guerre et fait chevalier de la Légion d'Honneur en mai 1915. Après son échec en 1919, il devient médecin honoraire et est nommé inspecteur général des services extérieurs du ministère des Pensions, poste supprimé en 1927, puis il devient inspecteur technique à l'Office national des mutilés et réformés jusqu'en juillet 1929. Sous Vichy, il est nommé conseiller départemental en 1943 dont il devient le président jusqu'en 1945. Il perd donc son mandat de maire en 1944 avant de le recouvrir en 1947 jusqu'en 1953.

## Décoration
- Chevalier de la Légion d'honneur (mai 1915)
- Croix de guerre 1914–1918

## Sources
- « Albert Thiery », dans le Dictionnaire des parlementaires français (1889-1940), sous la direction de Jean Jolly, PUF, 1960 [détail de l’édition]
- Dir. Jean El Gammal, François Roth et Jean-Claude Delbreil, Dictionnaire des Parlementaires lorrains de la Troisième République, Metz, Serpenoise, 2006 (ISBN 2-87692-620-2, OCLC 85885906, lire en ligne), p. 265-266